# エリーザベト・フォン・ヘッセン (1861-1955)
エリーザベト・フォン・ヘッセン（ドイツ語: Elisabeth von Hessen, 1861年6月13日 - 1955年1月7日）は、ドイツの諸侯ヘッセン家の公女。結婚に伴いアンハルト公国の世子妃となった。

## 生涯
ヘッセン＝カッセル＝ルンペンハイム方伯フリードリヒ・ヴィルヘルムと、その2番目の妻のプロイセン王女マリア・アンナの間の第2子・長女としてコペンハーゲンで生まれた。全名はエリーザベト・アレクサンドラ・マリー・シャルロッテ・ルイーゼ（Elisabeth Alexandra Marie Charlotte Louise）。
適齢期になると、容姿や人柄の評判が高かったため、英国女王ヴィクトリアの四男オールバニ公爵の有力な花嫁候補の1人となった。両者のお見合いは1879年に実現したが、実際に結婚には至らなかった。
1883年12月アンハルト公世子レオポルトとの婚約が成立、1884年5月26日に豪華な結婚披露宴が妻方の所有するハーナウ・フィリップスルーエ城で営まれた。また、アンハルト公国の公家の婚姻における慣例として、この婚姻を記念したメダルが発行された。1885年3月に第1子・長女のアントイネッテを出産した直後、夫の肺結核が判明する。公世子は温暖な南仏やイタリアでの転地療養も空しく1886年2月に死去した。
男子の無い公世子未亡人として政治的重要性を失ったエリーザベトに、アンハルト公家は寡婦用住居として広大な英国式庭園を備えたデッサウ西北郊のゲオルギウム城を用意し、彼女は第2次世界大戦が終わるまで同城に住んだ。1945年城は公有化され、ソ連軍司令官の官舎として接収された。エリーザベトは城の敷地内だが庭園から離れた区域にあるヴィラの1つに移り、そちらで余生を過ごした。死後、デッサウに埋葬された。

## 子女
- アントイネッテ・アンナ・アレクサンドラ・マリー・ルイーゼ・アグネス・エリーザベト・アウグステ・フリーデリケ（英語版）（1885年 - 1963年） - シャウムブルク＝リッペ侯子フリードリヒ妃

## 引用・脚注
1. ↑  Hof- und Staatshandbuch des Grossherzogtums Hessen, S. 6
2. ↑  Zeepvat, Charlotte (1998). Queen Victoria's Youngest Son: The Untold Story of Prince Leopold. Sutton Publishing Ltd. p. 187. ISBN 0-7509-3791-2